# The Legend of Ochi
The Legend of Ochi (/ˈoʊtʃi/) é um filme de aventura e fantasia americano de 2025, escrito e dirigido por Isaiah Saxon em sua estreia no cinema. O filme é estrelado por Helena Zengel, Finn Wolfhard, Emily Watson e Willem Dafoe . Está previsto para ser lançado pela A24 em 25 de abril de 2025.

## Premissa
Em uma isolada vila ao norte, Yuri cresce com o aviso de que nunca deve sair após o anoitecer e com o medo das criaturas solitárias da floresta, conhecidas como ochi. Quando um bebê ochi é abandonado pela sua matilha, Yuri decide desafiar todos os ensinamentos de sua infância e embarcar na aventura de sua vida, em uma jornada perigosa para devolver o filhote à sua família. Ao longo do caminho, ela descobrirá não apenas os segredos da floresta, mas também a verdadeira coragem que reside dentro dela.

## Elenco
- Helena Zengel como Yuri
- Willem Dafoe como Maxim
- Finn Wolfhard como Petro
- Emily Watson como Dasha

## Produção

### Desenvolvimento
Em 10 de novembro de 2021, foi relatado que Isaiah Saxon escreveria e dirigiria The Legend of Ochi, um filme de aventura e fantasia estrelado por Willem Dafoe, Emily Watson, Finn Wolfhard e Helena Zengel .

### Filmagem
Algumas das cenas do filme foram gravadas em locais pitorescos da Romênia, incluindo a misteriosa Transilvânia, as majestosas Montanhas Apuseni, o sereno Lago Bâlea e a icônica estrada Transfăgărășan. As filmagens principais tiveram início em 1º de novembro de 2021, com uma parte significativa da produção ocorrendo nos renomados Castel Film Studios, onde as gravações continuaram até 15 de dezembro de 2021.

### Efeitos visuais
Os filmes fazem uso de fantoches, animatrônicos, animação por computador e pinturas foscas . A criatura titular era uma marionete, operada por 7 artistas.

## Lançamento
The Legend of Ochi teve sua pré-estreia no Festival Sundance de Cinema em 26 de janeiro de 2025 e será lançado em 25 de abril de 2025 nos Estados Unidos. Estava anteriormente agendado para ser lançado em 28 de fevereiro de 2025, mas foi adiado em janeiro de 2025 depois que Saxon teve sua casa destruída pelos incêndios florestais na Califórnia.

## Recepção
No site agregador de críticas Rotten Tomatoes, 79% das 14 resenhas dos críticos são positivas, com uma classificação média de 6,8/10.